# Seattle Sounders (NASL)
|  | Aquest article tracta sobre l'equip de futbol de la NASL. Si cerqueu per l'equip de la MLS, vegeu «Seattle Sounders FC». |

El Seattle Sounders fou un equip de futbol professional de la ciutat de Seattle que participà en la North American Soccer League.

## Història
El club va ser fundat el 1974 i es dissolgué el 1983. Va jugar a la NASL, tant al seu campionat a l'aire lliure com al seu campionat indoor.
Posteriorment es crearen dos equips amb el mateix nom que es poden considerar successors, el Seattle Sounders, que participà en el United Soccer Leagues entre 1994 i 2008, i el Seattle Sounders FC a la Major League Soccer des del 2009.

## Estadis
- Memorial Stadium de Seattle 17.000 espectadors
- Kingdome 57.000 espectadors

## Palmarès
- North American Soccer League:
- Títols de divisió:
  - National Conference 1977
  - Western Division 1980
  - Western Division 1982
- Trans-Atlantic Challenge Cup:
  - 1981
  - Europac Cup:
  - 1982

## Futbolistes destacats
- John Bain (1983)
- Frank Barton (1979-1982)
- Kevin Bond (1981)
- Jeff Bourne (1980-1981)
- Jack Brand (1980-1982)
- Ian Bridge
- Dave Butler (1974-78/1983)
- Steve Buttle (1977-82)
- Mickey Cave (1977-80)
- Tony Chursky
- Paul Crossley (1975; 1977-79)
- Stan Cummins (1981)
- Steve Daley (1981-83)
- Benny Dargle (1982-83)
- Roger Davies (1980-82)
- Shaun Elliott (1981)
- Mike England (1975-79)
- Ray Evans (1982-83)
- Jimmy Gabriel (1974-79)
- Dave Gillett (1974-78)
- Roy Greaves (1980-82)
- Paul Hammond (1981-82)
- Geoff Hurst (1976)
- Alan Hudson (1979-83)
- Tommy Hutchison (1980)
- Tommy Jenkins (1976-79)
- Jimmy McAlister
- Gary Mills (1982-83)
- Bobby Moore (1978)
- David Nish (1980-81)
- Mark Peterson
- Harry Redknapp (1976-79)
- Nicky Reid (1982)
- Bruce Rioch (1980-81)
- Jocky Scott (1977-83)
- Jeff Stock
- Peter Ward (1982-83)

## Entrenadors
- John Best 1974-1976
- Jimmy Gabriel 1977-1979
- Alan Hinton 1980-1982
- Laurie Calloway 1983